# Haykashen
Haykashen (en arménien Հայկաշեն ; jusqu'en 1967 Gharashirin ou Gharabasar) est une communauté rurale du marz d'Armavir, en Arménie. Elle compte 1 453 habitants en 2009.